# Liste der Bodendenkmale im Landkreis Lüchow-Dannenberg

Landkreis Lüchow-Dannenberg in Niedersachsen

In der Liste der Bodendenkmale im Landkreis Lüchow-Dannenberg sind die Bodendenkmale im Landkreis Lüchow-Dannenberg aufgelistet. Die Quelle ist der Denkmalatlas Niedersachsen. Die Angaben in den einzelnen Listen ersetzen nicht die rechtsverbindliche Auskunft der zuständigen Denkmalschutzbehörde.

## Übersicht
| Bild | Gemeinde                       | Bodendenkmalliste                                       | Wappen | Lage | Ortsteile |
| ---- | ------------------------------ | ------------------------------------------------------- | ------ | ---- | --- |
|      | Samtgemeinde Elbtalaue         | siehe Ortsteile                                         |        |      | - Damnatz - Dannenberg - Göhrde - Gusborn - Hitzacker - Jameln - Karwitz - Langendorf - Neu Darchau - Zernien          |
|      | Samtgemeinde Gartow            | siehe Ortsteile                                         |        |      | - Gartow - Gorleben - Höhbeck - Prezelle - Schnackenburg                                                               |
|      | Gartow (gemeindefreies Gebiet) | Es sind keine Bodendenkmale verzeichnet                 |        |      | |
|      | Göhrde (gemeindefreies Gebiet) | Liste der Bodendenkmale im gemeindefreien Gebiet Göhrde |        |      | |
|      | Samtgemeinde Lüchow (Wendland) | siehe Ortsteile                                         |        |      | - Bergen - Clenze - Küsten - Lemgow - Lübbow - Lüchow - Luckau - Schnega - Trebel - Waddeweitz - Woltersdorf - Wustrow |

Ortsteile in schwarzer Schrift weisen keine Bodendenkmale aus.